# 名古屋市電上江川線
上江川線（かみえがわせん）は、かつて愛知県名古屋市に存在した名古屋市電の路線（路面電車）の一つである。同市西区の志摩町停留場と浄心町停留場を結んだ。
名古屋市電の前身名古屋電気鉄道により1913年（大正2年）から1915年（大正4年）にかけて開業。1922年（大正11年）に市営化され名古屋市電気局（1945年以降交通局）の運営となった。廃止は1971年（昭和46年）。

## 路線概況
全長は1.967キロメートル（1962年3月末時点）。全線が複線かつ併用軌道で、名古屋市道江川線上を走行した。
上江川線の起点は志摩町停留場である。市電押切線（柳橋 - 押切町間）との接続地点で、柳橋から北上してきた押切線が志摩町で西へ曲がり那古野町から再度進路を北に取り押切町へ向っていたのに対し、上江川線は志摩町からそのまま北上し明道町（旧・明道橋）方面へ向っていた。なお押切線の志摩町 - 那古野町間は1926年（大正15年）に廃線となって分岐がなくなり、志摩町の停留場自体も1944年（昭和19年）に廃止されている。
明道町停留場は市道江川線と愛知県道200号名古屋甚目寺線（外堀通）が交差する明道町交差点にあった。市電明道町線（菊井町 - 明道町間）・行幸線（明道町 - 名古屋城間）との接続地点で、ここから外堀通上を明道町線は西へ、行幸線は東へ向った。南北方向の上江川線と東西方向の路線とで平面交差を形成したほか、上江川線の南方向（柳橋方面）と西方向の明道町線を結ぶ複線の連絡線があった。
明道町の2つ北にあたる浅間町停留場から北方の区間には、市電廃止後の1981年（昭和56年）に名古屋市営地下鉄鶴舞線が地下に敷設されている。浅間町停留場が地下鉄浅間町駅に対応し、終点の浄心町停留場が浄心駅に対応する。浄心町停留場は市道江川線の浄心交差点に位置し、2つの市電路線、押切浄心連絡線（押切町 - 浄心町間）・浄心延長線（浄心町 - 秩父通間）に接続した。このうち浄心延長線は江川線上を引き続き北進する路線で、上江川線と線路が繋がっていたが、西へ向う押切浄心連絡線と上江川線・浄心延長線は直接繋がっていなかった。また交差点西北角には市電の車庫（浄心電車運輸事務所）があり、ここへの引込線が分岐していた。

## 歴史

### 開業

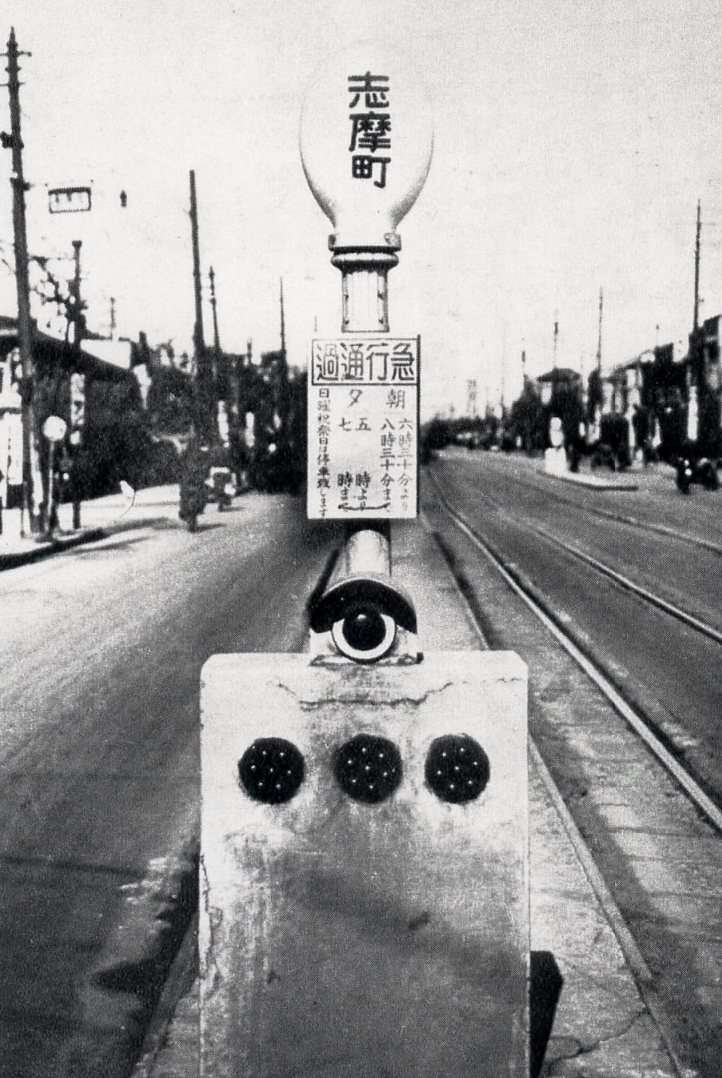
志摩町停留場

上江川線沿線にあたる、名古屋城西方、旧江川沿いの地域は、江戸時代には城下町であった地域で、円頓寺より南は江川の東側、以北は江川の両側に武家屋敷や町屋が並んでいた。これらの町を含む城下町北部の地域は、明治時代になっても道路の改良がなされず、交通が不便なままであったが、明治末期になって名古屋市により5本の幹線道路整備を整備する計画がまとめられ、1913年（大正2年）に愛知県より道路改修の許可が下りた。
5本の道路のうち、城西地域に通されたのが名古屋市道江川線で、志摩町（現・那古野）を起点に明道町を経て当時の市内と郡部の境界にあたる浄心まで整備されることとなった。道路整備の一方、1898年（明治31年）より市内で路面電車を経営する名古屋電気鉄道は、1913年6月26日付で、志摩町にて既設押切線より分岐し明道町を経て金城村大字上名古屋字西内江へ至る軌道敷設特許を取得した。道路はまず、名古屋駅と名古屋城御園門を結ぶ行幸啓道路の一部となった南部が幅員10間（18.2メートル）の道路として完成。電車もまず1913年11月12日、志摩町停留場から明道橋停留場（後の明道町）までの区間が同年11月12日に開業した。明道橋から東へ御園御門停留場までの区間もあわせて開通しており、行幸啓道路上に敷設されたことから「御幸線」（みゆきせん）と命名された。明道橋（明道町）以東は後年行幸線に含まれる区間にあたる（名称や区間の推移は後述の#上江川線の区間についてを参照）。
江川線全線の道路整備は用地買収・建物移転の難航のため時間がかかり、幅員8間（14.5メートル）の道路の整備完了は1915年（大正4年）12月ごろのことであった。電車については、同年10月10日に明道橋停留場から江川町停留場までが延伸され、同年11月4日に浄心前停留場（後の浄心町）まで開通して志摩町から浄心前までの全線が開通した。電車開通当時の終点浄心前は市街地の北端にあたる場所で、周囲の上名古屋・児玉・北押切といった地域は金城村に属する農村地帯であった（1921年名古屋市へ編入）。ところが電車が開通するとこうした周辺の農村地帯でも人口が増え始め、浄心前から北へ伸びる稲生街道沿いには人の往来が増したことで商店街が広がるようになった。

### 市営化とその後
1922年（大正11年）8月1日、名古屋電気鉄道市内線を名古屋市が買収・市営化し名古屋市電気局（後の交通局）が引き継いだことで名古屋市電が成立した。これに伴い上江川線は名古屋市電の路線となっている。市営化当初、同年12月時点では浄心前 - 志摩町間には浄心前と下江川線船方などを結ぶ運転系統が設定されていた。1925年（大正14年）3月には浄心前停留場近くに電車車庫（浄心電車運輸事務所）が開設された。
太平洋戦争末期の1945年（昭和20年）3月27日に戦災のため全線の営業が休止された。営業再開は終戦後で、1946年（昭和21年）9月21日よりまず明道町以南が、次いで翌1947年（昭和22年）8月5日より明道町 - 浄心町間がそれぞれ再開している。明道町以北の再開と同時に行われた系統改正では、上江川線には浄心町と下江川線船方を結ぶ運転系統が設定された。
1955年（昭和30年）10月、浄心町から北へ秩父通まで伸びる浄心延長線が開通し、同線と直通する運転系統が設定された（下記#運転系統参照）。

### 廃止

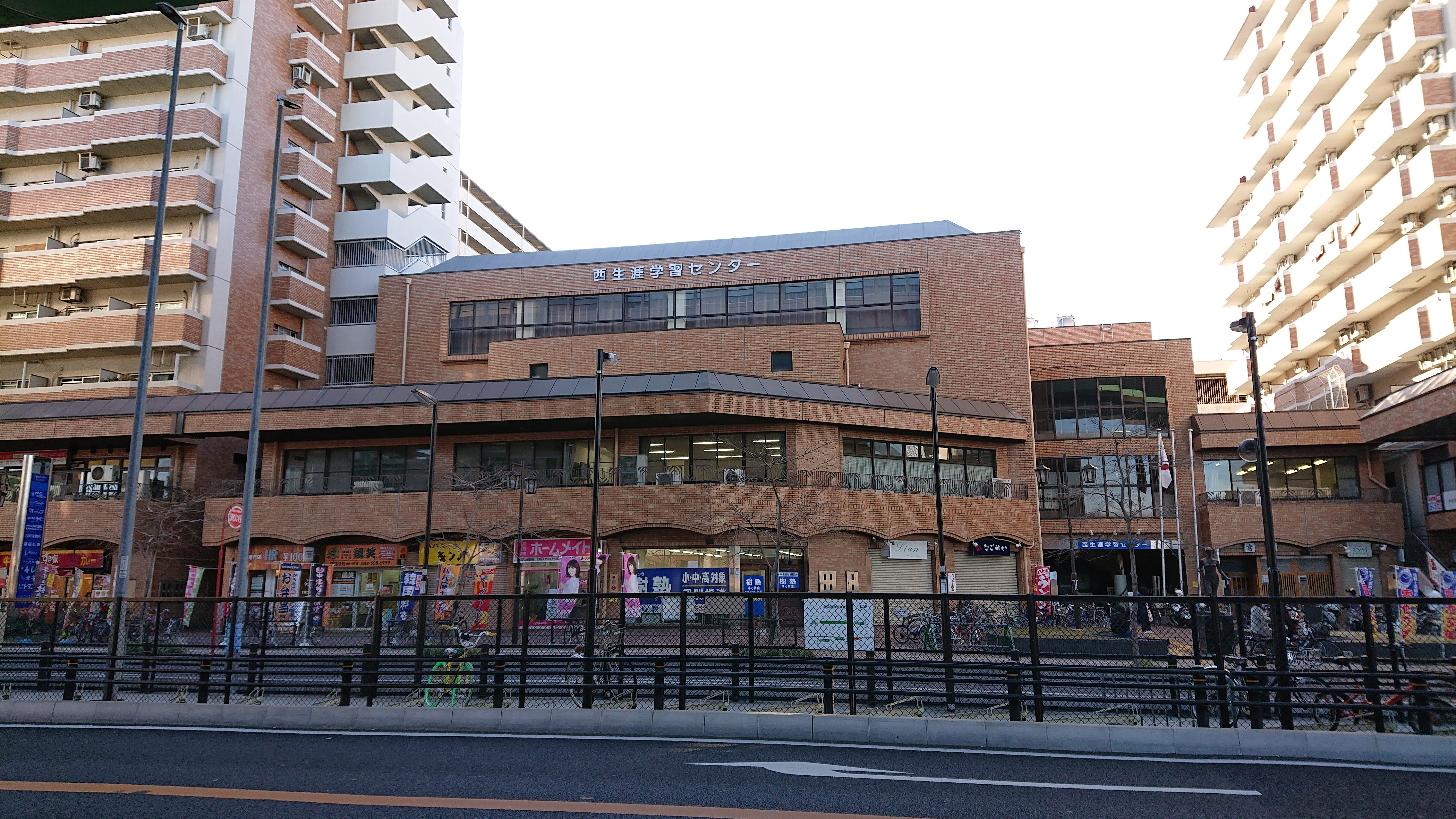
地下鉄鶴舞線浄心駅に開設された浄心ステーションビル

名古屋市電は1950年代後半に最盛期を迎えたが、そこから間もない1961年（昭和36年）には市営地下鉄の建設と引き替えに1985年（昭和60年）までにおおむね撤去するという方針が国の都市交通審議会で示された。その上、事業の大幅な赤字化や市営バスの急速な拡大、自動車の普及による交通事情の変化など市電を取り巻く環境が変化したことから、市は1965年度（昭和40年度）から段階的な市電の撤去に着手し、1968年（昭和43年）12月には1973年度（昭和48年度）までに市電を全廃すると決定した。全廃決定後の1971年（昭和46年）4月1日、秩父通から八熊通までの6.4キロメートル（上江川線のほか浄心延長線・押切線・下江川線の4路線からなる）が廃止され、上江川線は全線廃線となった。
上記審議会の答申に基づき計画決定された市営地下鉄3号線は天白区と西区上小田井を結ぶ路線で、「鶴舞線」として1977年（昭和52年）に南部が開業、伏見駅から北側には1981年（昭和56年）11月に延伸し、西区内に浅間町駅と浄心駅が開業した。前述の通り、両駅は旧上江川線の停留場とおおむね同じ位置にある。

### 上江川線の区間について
名古屋市の資料によると、開業当初の1916年末時点では「上江川線」の指す区間は明道橋（明道町）から浄心前（浄心町）までの1.635キロメートルであった。しかし1919年末時点では「上江川線」という路線名はなくなって浄心前から船方までの8.113キロメートルをまとめて「江川線」と称しており、1922年8月の名古屋市電成立時も同様に浄心前 - 船方間が「江川線」とされていた。
市営化後の1923年末時点では「上江川線」の名称が復活しており、その区間は志摩町 - 浄心前間の1.973キロメートルであった。だが1926年末時点では志摩町から本町御門（名古屋城）までが「行幸線」とされて「上江川線」は明道橋 - 浄心前間の1.614キロメートルに短縮されている。1941年度（昭和16年度）の時点でも「行幸線」は志摩町 - 名古屋城間、「上江川線」は明道橋 - 浄心前間を指す。
戦後、1952年（昭和27年）の時点では「行幸線」は明道町起点になり、代わって「上江川線」の区間が志摩町から浄心町までの1.974キロメートルとなっている。

## 停留場
廃線前の時点で、上江川線には以下の計6停留場が設置されていた。
| 停留場名                   | キロ程 (km) | 所在地                           | 位置・備考             |
| -------------------------- | ----------- | -------------------------------- | ---------------------- |
| 旧・志摩町                 | 0.0         |                                  | 押切線との境界         |
| 明道町（めいどうちょう）   | 0.4         | 西区明道町                       | 明道町交差点付近       |
| 六句町（ろっくちょう）     | 0.7         | 西区外田町                       | 幅下交差点北方         |
| 浅間町（せんげんちょう）   | 1.0         | 西区北駅町・下浅間町             | 浅間町交差点付近       |
| 江川町（えがわちょう）     | 1.3         | 西区江川端町6丁目・台所町3丁目   | 花の木二丁目交差点南方 |
| 江川端町（えがわはたまち） | 1.6         | 西区江川端町4・3丁目             | 西区役所前交差点付近   |
| 浄心町（じょうしんちょう） | 2.0         | 西区江川横町・上名古屋町字西内江 | 浄心交差点付近         |

### 停留場の変遷
（以下の記述はいずれも『日本鉄道旅行地図帳』7号（58頁）を典拠とする）
- 1913年（大正2年）11月12日 - 志摩町・明道橋間の路線開通に伴い明道橋を新設（志摩町は押切線側で既設）。
- 1915年（大正4年）
  - 10月10日 - 江川町までの路線延伸に伴い江川藪下・北駅町・江川町を新設。
  - 11月4日 - 浄心前までの路線延伸に伴い花ノ木学校前・浄心前を新設。
この直後の停留場7か所を起点から並べると以下の通りになる
志摩町 - 明道橋 - 江川藪下 - 北駅町 - 江川町 - 花ノ木学校前 - 浄心前
- 1944年（昭和19年）5月13日 - 志摩町・北駅前・花ノ木学校前を廃止。
- 1946年（昭和21年）1月8日 - 明道橋を明道町、浄心前を浄心に改称。
- 1947年（昭和22年）
  - 8月5日 - 江川藪下を六句町に改称。
  - 10月1日 - 江川端町を新設（花ノ木学校前の復活）。
- 1949年（昭和24年）7月15日 - 浄心を浄心町に改称。
- 1957年（昭和32年）11月1日 - 浅間町を新設（北駅町の復活）。
- 1971年（昭和46年）4月1日 - 路線廃止に伴い他線の停留場として残った浄心町を除き廃止。

### 接続路線
- 志摩町停留場：市電押切線（1913年 - 1971年）
- 明道町停留場：市電行幸線（1913年 - 1971年）・市電明道町線（1923年 - 1971年）
- 浄心町停留場：市電押切浄心連絡線（1927年 - 1971年）・市電浄心延長線（1955年 - 1971年）

## 運転系統
（この節では、便宜的に押切線に含まれる柳橋 - 志摩町間も含めた柳橋 - 志摩町 - 浄心町間の運転系統を扱う）

### 1937年時点
1937年（昭和12年）8月時点において線内で運行されていた運転系統は以下の通り。
- 浄心前 - 明道橋 - 柳橋 - 水主町 - 尾頭橋 - 日比野 - 船方
- 浄心前 - 明道橋 - 柳橋 - 水主町 - 尾頭橋 - 日比野 - 築地口 - 築港
- 浄心前 - 明道橋 - 柳橋 - 水主町 - 上前津 - 熱田駅前 - 内田橋

### 1952年時点
1952年（昭和27年）3月時点において東片端線で運行されていた運転系統は以下の通り。
- 10号系統：浄心町 - 明道町 - 柳橋 - 水主町 - 尾頭橋 - 日比野 - 船方 - 熱田駅前
- 50号系統：明道町 - 柳橋 - 水主町 - 尾頭橋 - 日比野 - 築地口 - 名古屋港

### 1961年以降
1961年（昭和36年）4月時点において線内で運行されていた運転系統は以下の通り。〔太字〕で示した範囲は線内を走行する区間を指す。
- 10号系統：秩父通 -〔浄心町 - 明道町 - 柳橋〕- 水主町 - 尾頭橋 - 日比野 - 船方 - 熱田駅前
- 50号系統：名古屋駅前 - 菊井町 -〔明道町 - 柳橋〕- 水主町 - 尾頭橋 - 日比野 - 築地口 - 名古屋港

市電路線網の縮小が始まると、上記2系統のうち名古屋駅前 - 名古屋港間の50号系統が1969年（昭和44年）2月20日に廃止となった。一方、秩父通 - 熱田駅前間の10号系統は、1971年4月1日の路線廃止まで運行が継続された。

## 利用動向
（この節では、便宜的に押切線に含まれる柳橋 - 志摩町間も含めた柳橋 - 志摩町 - 浄心町間の利用動向を扱う）

### 1959年調査
1959年（昭和34年）6月11日木曜日に実施された市電全線の利用動向調査によると、柳橋 - 浄心町内8停留場の方向別乗車人員・降車人員ならびに停留場間の通過人員は下表の通りであった。
| 停留場名 | 乗車人員 | 乗車人員 | 乗車人員 | 降車人員 | 降車人員 | 降車人員 | 停留場間通過人員 | 停留場間通過人員 |
| 停留場名 | ▼北行    | ▲南行    | 合計     | ▼北行    | ▲南行    | 合計     | ▼北行            | ▲南行            |
| -------- | -------- | -------- | -------- | -------- | -------- | -------- | ---------------- | ---------------- |
| 柳橋     | 2,886    | 終点     | (19,057) | 起点     | 2,740    | (18,428) | 8,141            | 8,228            |
| 泥江町   | 318      | 1,019    | 1,337    | 997      | 316      | 1,313    | 8,141            | 8,228            |
| 泥江町   | 318      | 1,019    | 1,337    | 997      | 316      | 1,313    | 7,462            | 7,525            |
| 明道町   | 902      | 2,200    | (6,307)  | 2,254    | 720      | 2,974    | 7,462            | 7,525            |
| 明道町   | 902      | 2,200    | (6,307)  | 2,254    | 720      | 2,974    | 4,866            | 4,685            |
| 六句町   | 91       | 334      | 425      | 280      | 83       | 363      | 4,866            | 4,685            |
| 六句町   | 91       | 334      | 425      | 280      | 83       | 363      | 4,677            | 4,434            |
| 浅間町   | 29       | 454      | 483      | 492      | 55       | 547      | 4,677            | 4,434            |
| 浅間町   | 29       | 454      | 483      | 492      | 55       | 547      | 4,214            | 4,035            |
| 江川町   | 42       | 496      | 538      | 586      | 48       | 634      | 4,214            | 4,035            |
| 江川町   | 42       | 496      | 538      | 586      | 48       | 634      | 3,670            | 3,587            |
| 江川端町 | 23       | 501      | 524      | 496      | 22       | 518      | 3,670            | 3,587            |
| 江川端町 | 23       | 501      | 524      | 496      | 22       | 518      | 3,197            | 3,108            |
| 浄心町   | 終点     | 1,085    | (4,199)  | 1,299    | 起点     | (4,672)  | 3,197            | 3,108            |

- 備考
  - 柳橋・明道町・浄心町の乗車人員・降車人員合計値は他線区の数値を含む。
  - 柳橋をまたいで下江川線（八角堂前以遠）と直通する乗客は、北行5,255人・南行5,488人。
  - 明道町をまたいで明道町線（菊井町以遠）と直通する乗客は、北行1,244人・南行1,360人。
  - 浄心町をまたいで浄心延長線（秩父通）と直通する乗客は、北行1,898人・南行2,023人。

### 1966年調査
1966年（昭和41年）11月8日火曜日に実施された市電全線の利用動向調査によると、柳橋 - 浄心町内8停留場の方向別乗車人員・降車人員ならびに停留場間の通過人員は下表の通りであった。
| 停留場名 | 乗車人員 | 乗車人員 | 乗車人員 | 降車人員 | 降車人員 | 降車人員 | 停留場間通過人員 | 停留場間通過人員 |
| 停留場名 | ▼北行    | ▲南行    | 合計     | ▼北行    | ▲南行    | 合計     | ▼北行            | ▲南行            |
| -------- | -------- | -------- | -------- | -------- | -------- | -------- | ---------------- | ---------------- |
| 柳橋     | 1,225    | 終点     | (9,236)  | 起点     | 1,318    | (8,573)  | 5,223            | 5,177            |
| 泥江町   | 217      | 520      | 737      | 524      | 227      | 751      | 5,223            | 5,177            |
| 泥江町   | 217      | 520      | 737      | 524      | 227      | 751      | 4,916            | 4,884            |
| 明道町   | 421      | 1,316    | (3,596)  | 1,362    | 363      | (3,550)  | 4,916            | 4,884            |
| 明道町   | 421      | 1,316    | (3,596)  | 1,362    | 363      | (3,550)  | 2,941            | 3,041            |
| 六句町   | 38       | 459      | 497      | 522      | 43       | 565      | 2,941            | 3,041            |
| 六句町   | 38       | 459      | 497      | 522      | 43       | 565      | 2,457            | 2,625            |
| 浅間町   | 47       | 242      | 269      | 274      | 54       | 328      | 2,457            | 2,625            |
| 浅間町   | 47       | 242      | 269      | 274      | 54       | 328      | 2,230            | 2,437            |
| 江川町   | 34       | 343      | 377      | 354      | 36       | 390      | 2,230            | 2,437            |
| 江川町   | 34       | 343      | 377      | 354      | 36       | 390      | 1,910            | 2,130            |
| 江川端町 | 19       | 398      | 417      | 312      | 20       | 332      | 1,910            | 2,130            |
| 江川端町 | 19       | 398      | 417      | 312      | 20       | 332      | 1,617            | 1,752            |
| 浄心町   | 終点     | 686      | (2,301)  | 766      | 起点     | (2,829)  | 1,617            | 1,752            |

- 備考
  - 柳橋・明道町・浄心町の乗車人員・降車人員合計値は他線区の数値を含む。
  - 柳橋をまたいで下江川線（八角堂前以遠）と直通する乗客は、北行3,998人・南行3,859人。
  - 明道町をまたいで明道町線（菊井町以遠）と直通する乗客は、北行1,034人・南行890人。
  - 浄心町をまたいで浄心延長線（秩父通）と直通する乗客は、北行851人・南行1,066人。